# Отрантська земля

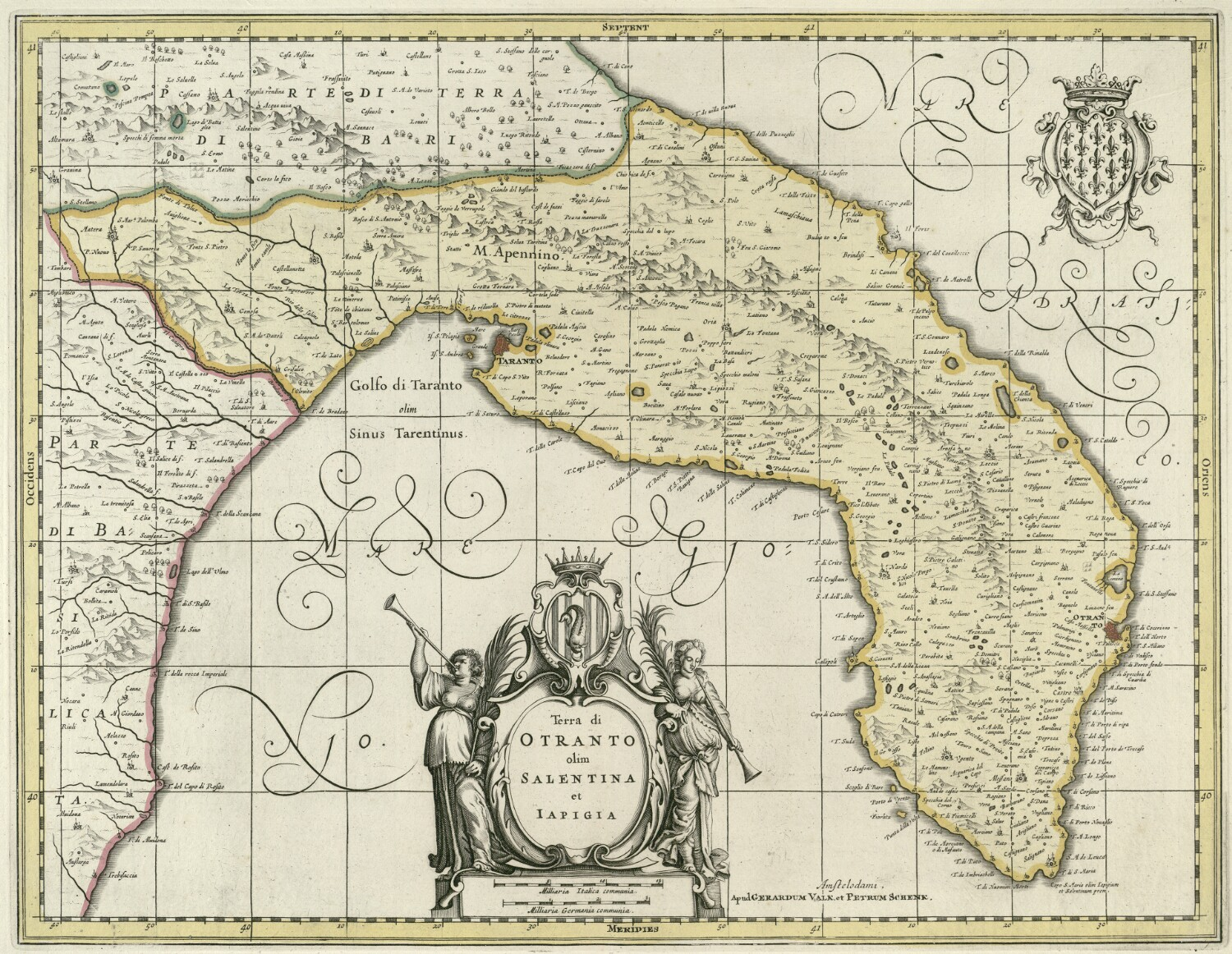
Отрантська земля в 1555-1617 роках.

Герб Отрантії на арагонських смугах

Отрантська земля (італ. Terra di Otranto, Terra d’Otranto), або Отрантія (лат. Otrantia) — історико-географічний регіон в Південній Італії, в Апулії. Назва походить від головного міста — Отранто. Стара назва півострова Салентина. Давня складова Неаполітанського королівства. Після об'єднання Італії в 1860-х роках перейменована на провінцію Лечче.